# Georges-Jacques Haefeli
Georges-Jacques Haefeli, né le 10 novembre 1934 à La Chaux-de-Fonds où il est mort le 20 février 2010 est un architecte suisse.

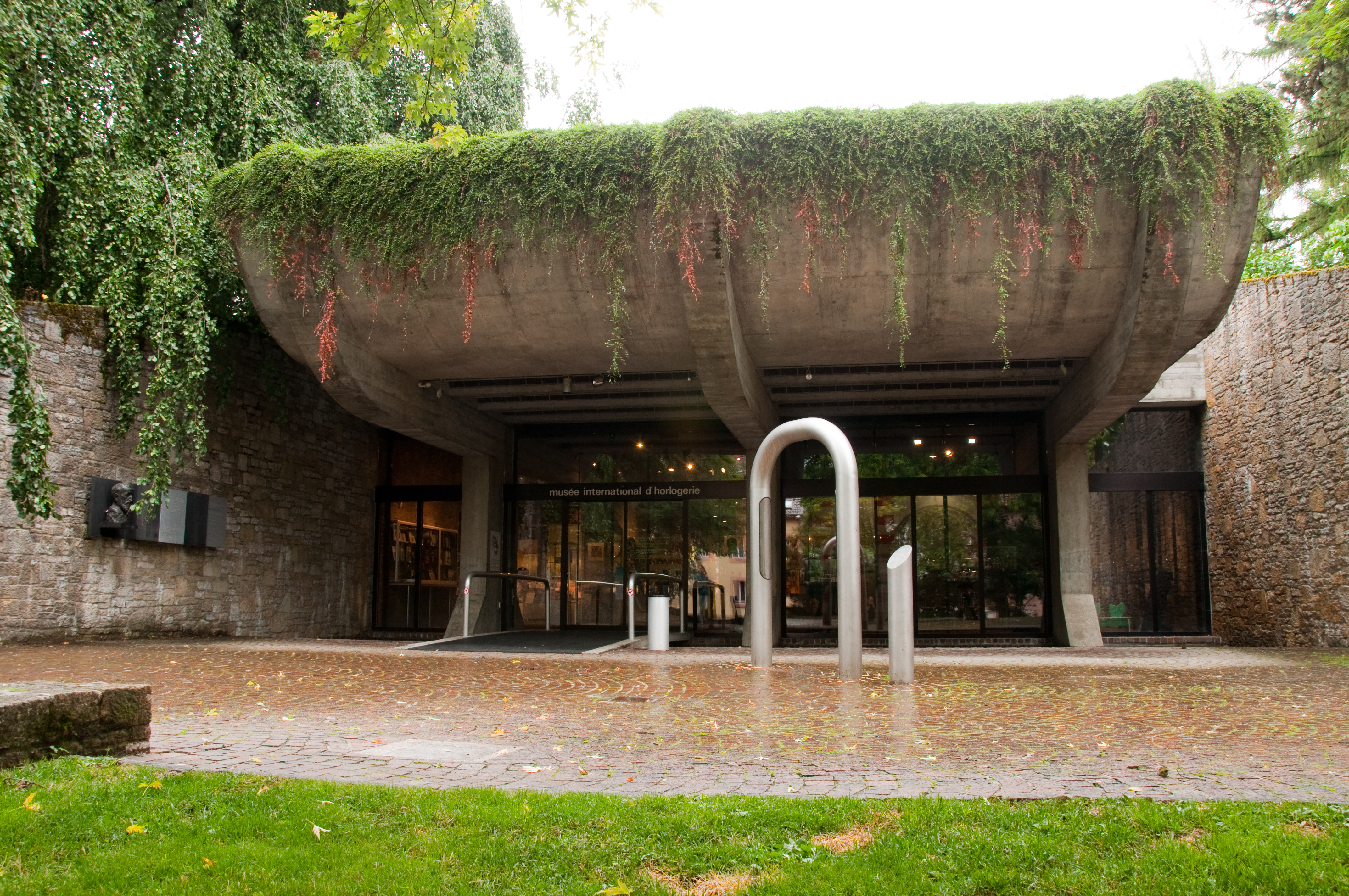
Georges-Jacques Haefeli, Musée international d'horlogerie, La Chaux-de-Fonds

## Biographie
Fils de Georges Rudolph, typographe, et de Jacqueline Knoepfler, il épouse en 1965 Karin Zschau, directrice de vente. Il est diplômé architecte de l'Ecole polytechnique fédérale de Zurich puis boursier à l'école d'architecture de Madrid. Haefeli ouvre son propre bureau à La Chaux-de-Fonds en 1962. 

Il y réalise à La Chaux-de-Fonds le Musée international de l'horlogerie avec Pierre Zölly entre 1972 et 1974,, qui est récompensé par le prix de l'architecture en béton en 1977. Il est qualifié par ses auteurs de :
Premier exercice intégral en Europe d'architecture troglodyte contemporaine
Il réalise également le quartier de la Recorne, la restauration et l'agrandissement du Musée des beaux-arts entre 1989 et 1993, le centre culturel ABC en 1998-1999. Parmi les travaux exécutés dans d'autres localités, la Cité universitaire de Neuchâtel en 1969-1972, le Musée international de la Croix-Rouge et du Croissant-Rouge à Genève avec Pierre Zölly en 1986-1988, le home pour personnes âgées de Reconvilier en 1988-1990 et l'établissement scolaire du Noirmont en 1992-1995. En 1979, il a été chargé de l'étude de la traversée de Neuchâtel par la A5. Haefeli a fait partie de la Société suisse des ingénieurs et des architectes (SIA), de la Fédération des architectes suisses (FAS) et de la Société des peintres, sculpteurs et architectes suisses (SPSAS).

## Réalisations
Lauréat d'un concours organisé en 1969, Georges-Jacques Haefeli se voit confier la l'édification, en 1971-72, de la Cité universitaire de Neuchâtel en 1971-72 (rue de Clos-Brochet 10). La construction se compose d'une tour d'habitation de neuf étages reposant sur un socle abritant les espaces communautaires (salle de réunion et de spectacle, restaurant universitaire, librairie, etc.). L'utilisation du béton brut confère à l'ensemble la forme d'une gigantesque sculpture. L'érection de la seconde tour est finalement abandonnée au cours des années 1970,.

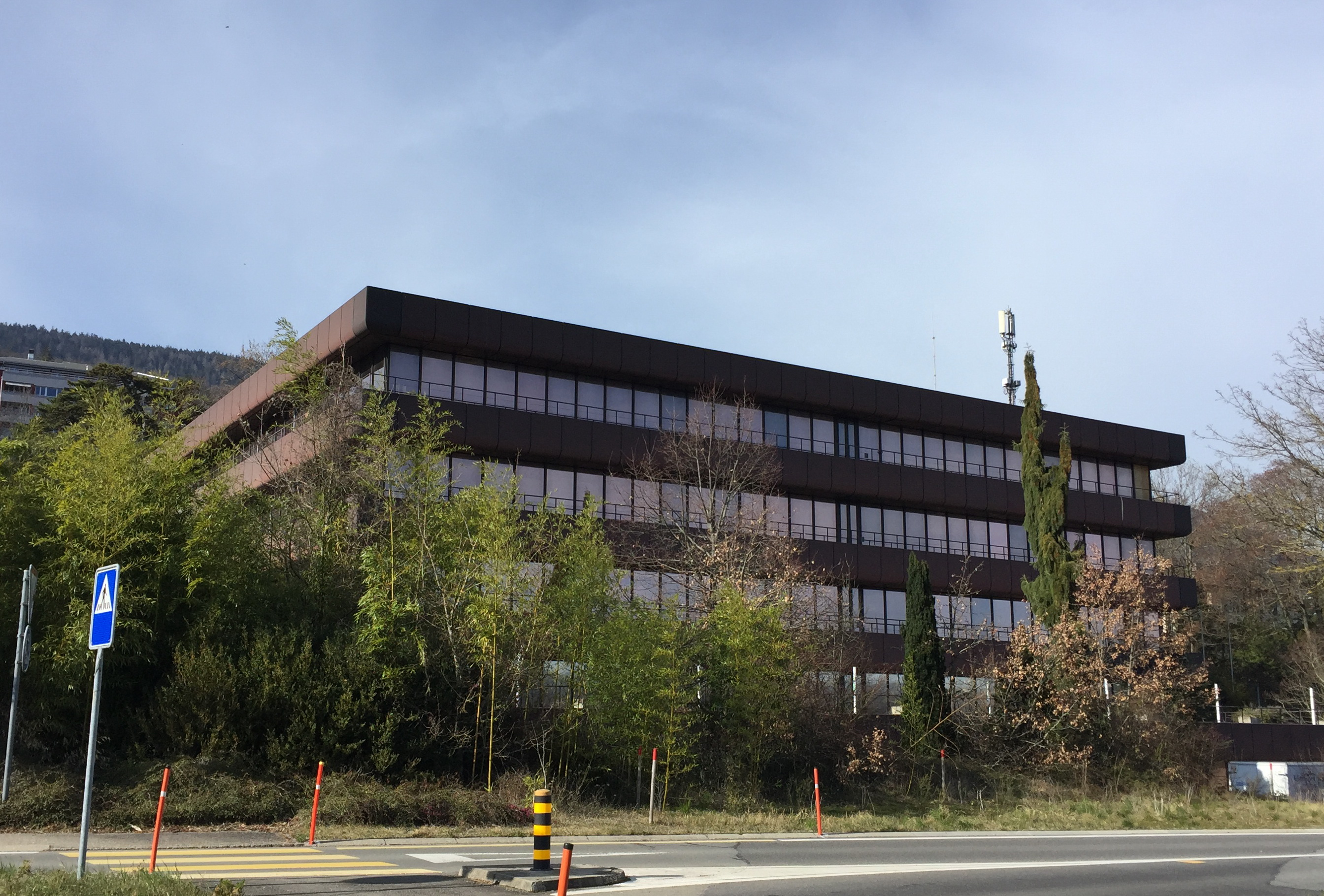
Neuchâtel, l'ancienne siège administratif de la Neuchâtelois Assurance

Le complexe administratif construit de 1972 à 1978 pour la Neuchâteloise Assurance à Neuchâtel (rue de Monruz 2) avec Alfred Habegger offre à l'architecte l'occasion de travailler les matériaux comme le verre et le métal tout en poursuivant dans la voie de la simplicité des volumes et du plan. Le siège administratif implanté au nord de la route cantonale dialogue avec le bâtiment édifié en front de lac abritant le restaurant d'entreprise et les locaux de réunion et de loisirs (piscine). L'ensemble est complété par deux unités en béton brut, la première abritant des appartements de service et la seconde réservée à l'hébergement de collaborateurs externes ; ces dernières ont été démolies en 2009,.
De 1970 à 1992, Georges-Jacques Haefeli réalise un ensemble d'habitat groupé à la rue du Chapeau-Rablé (n°1-25) à La Chaux-de-Fonds. Les maisons de 4 à 6 unités sont implantées en gradins dans la pente et se veulent capables d'évoluer au gré des besoins de leurs habitants. Les constructions combinent une structure primaire en béton apparent avec une structure secondaire en bois.

### Archives
- Fonds : Georges-Jacques Haefeli (1960-2008).  Cote : Acm-EPFL 0178, Georges-Jacques Haefeli. Lausanne : Archives de la construction moderne – EPFL (présentation en ligne).